# Вішенкі-Кольонія
Вішенкі-Кольонія (пол. Wiszenki-Kolonia) — село в Польщі, у гміні Скербешів Замойського повіту Люблінського воєводства.
Населення — 96 осіб (2011).
У 1975-1998 роках село належало до Замойського воєводства.

## Демографія
Демографічна структура станом на 31 березня 2011 року:
|          | Загалом | Допрацездатний вік | Працездатний вік | Постпрацездатний вік |
| -------- | ------- | ------------------ | ---------------- | -------------------- |
| Чоловіки | 48      | 9                  | 33               | 6                    |
| Жінки    | 48      | 10                 | 23               | 15                   |
| Разом    | 96      | 19                 | 56               | 21                   |